# Hilf uns, Gott, in unserm Streit
Hilf uns, Gott, in unserm Streit is een jeugdcompositie van Niels Gade. Het lied is ook bekend onder de titel Gebeth. Gade, toen nog violist, componeerde het werk voor onbegeleid koor. De tekst ontleende hij aan het bijvoorbeeld het Lieder der Deutschen zu Erbauung uit 1774. Gade schreef het vlak voordat hij doorbrak met Efterklange af Ossian.